# Vladyslav Boechov
Vladyslav Boechov (Donetsk, 5 juli 2002) is een Oekraïens zwemmer. Hij vertegenwoordigde zijn vaderland op de Olympische Zomerspelen 2021 in Tokio. In 2024 werd hij wereldkampioen op de 50 meter vrije slag.

## Biografie
Boechov maakte in 2021 zijn olympisch debuut op de uitgestelde Olympische Spelen van 2020 in Tokio waar hij zich kon kwalificeren voor de halve finale van de 50m vrije slag. In deze halve finale eindigde hij in een tijd van 21,83 seconden op de zesde plaats waarmee hij zich niet kon kwalificeren voor de finale. Op de Europese kampioenschappen van 2022 in Rome zwom Boechov naar een eerste finaleplaats op een internationaal kampioenschap. In deze finale van de 50 meter vrije slag eindigde hij op de 8e plaats.
In 2024 zwom Boechov tidens de 50m vrije slag op de Wereldkampioenschappen zwemmen 2024 naar een eerste wereldtitel. In de finale was Boechov in een tijd van 21,44 seconden één honderdste sneller dan Cameron McEvoy. Benjamin Proud zwom naar brons.

## Internationale toernooien
| Jaar | Olympische Spelen                         | WK langebaan                              | WK kortebaan                                               | EK langebaan                                               | EK kortebaan                                                |
| ---- | ----------------------------------------- | ----------------------------------------- | ---------------------------------------------------------- | ---------------------------------------------------------- | ----------------------------------------------------------- |
| 2017 |                                           | geen deelname                             |                                                            |                                                            | geen deelname                                               |
| 2018 |                                           |                                           | geen deelname                                              | geen deelname                                              |                                                             |
| 2019 |                                           | geen deelname                             |                                                            |                                                            | 14e 50m vrije slag 29e 50m vlinderslag 10e 4x50m wisselslag |
| 2020 | Geen toernooien vanwege de coronapandemie | Geen toernooien vanwege de coronapandemie | Geen toernooien vanwege de coronapandemie                  | Geen toernooien vanwege de coronapandemie                  | Geen toernooien vanwege de coronapandemie                   |
| 2021 | 11e 50m vrije slag                        |                                           | 19e 50m vrije slag                                         | 10e 50m vrije slag 15e 50m vlinderslag                     | geen deelname                                               |
| 2022 |                                           | 10e 50m vrije slag 25e 50m vlinderslag    | 14e 50m vrije slag 7e 4x50m vrije slag 9e 4x50m wisselslag | 8e 50m vrije slag 23e 50m vlinderslag 6e 4x100m vrije slag |                                                             |
| 2023 |                                           | 9e 50m vrije slag 38e 100m vrije slag     |                                                            |                                                            | 8e 50m vrije slag 7e 4x50m wisselslag                       |
| 2024 | 26 juli - 11 augustus                     | 50m vrije slag · 26e 100m vrije slag      | 10 december - 15 december                                  | 10 juni - 23 juni                                          |                                                             |

## Persoonlijke records
Bijgewerkt tot en met 17 april 2024
Kortebaan
| Afstand         | Tijd  | Datum            | Plaats    |
| --------------- | ----- | ---------------- | --------- |
| 50m vrije slag  | 21,13 | 16 december 2022 | Melbourne |
| 100m vrije slag | 48,46 | 29 augustus 2021 | Napels    |
| 50m vlinderslag | 23,37 | 5 september 2021 | Napels    |

Langebaan
| Afstand         | Tijd  | Datum            | Plaats    |
| --------------- | ----- | ---------------- | --------- |
| 50m vrije slag  | 21,38 | 16 februari 2024 | Doha      |
| 100m vrije slag | 49,24 | 16 februari 2024 | Doha      |
| 50m vlinderslag | 23,14 | 24 januari 2020  | Luxemburg |